# Catacumba de São Lourenço

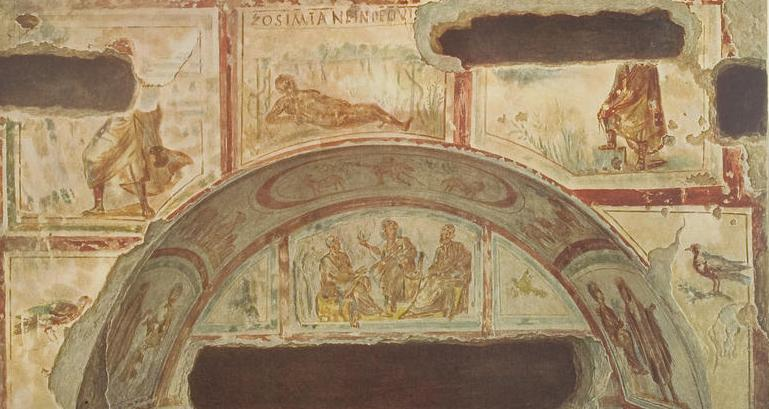
Um detalhe da decoração da Catacumba de São Lourenço.

Catacumba de São Lourenço (em italiano:  Catacomba di San Lorenzo), chamada também de Catacumba de Ciríaca (em italiano:  Catacomba di Ciriaca; em latim: Coemeterium Cyriacae), é uma catacumba romana localizada na Via Tiburtina, no moderno quartiere Tiburtino de Roma, sob a basílica de San Lorenzo fuori le Mura.

## Nome
Esta catacumba aparece nos documentos antigos com dois nomes. O mais utilizado e conhecido é "San Lorenzo", uma referência ao mártir cristão mais conhecido sepultado no cemitério hipogeu, São Lourenço. O "Depositio Martyrum" (metade do século IV) recorda o sepultamento no dia 10 de agosto nos seguintes termos: "quarto idus Augustas Laurentii in Tiburtina" ("10 de agosto, Lourenço na Via Tiburtina"). Esta fonte não cita o nome do cemitério, um sinal de que, já na época, ele era conhecido com o nome do mártir e não o do proprietário do terreno. Outras fontes, por outro lado, identificam a catacumba com o nome de "Ciriaca", a proprietária do terreno no qual foi escavada a catacumba: da mesma forma, o Liber Pontificalis e uma "Paixão" de São Lourenço do século VI, que especifica a sepultura do mártir como "in via Tiburtina in praedio Cyriacae viduae in agro Verano" ("na Via Tiburtina, no terreno da viúva Ciríaca no Campo Verano"). Em outras fontes mais recentes (século VIII), Ciríaca já identificada como "beata".

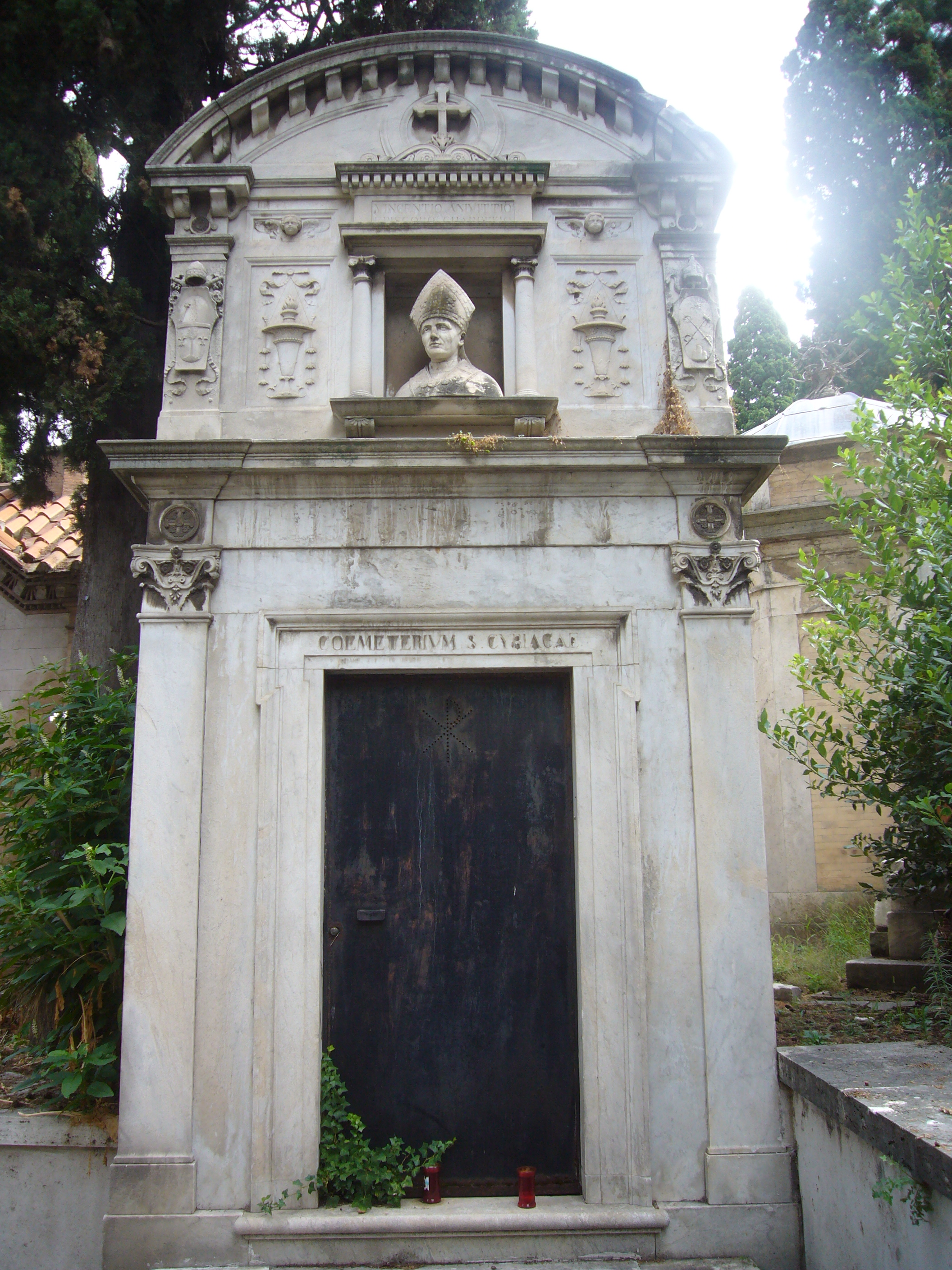
Uma das entradas do complexo.

Na catacumba foram descobertos, em 1947 e 1949, os santuários dos mártires Abôndio e Herênio (em italiano:  Abbondio ed Erennio).

## História
A Catacumba de São Lourenço é uma das poucas catacumbas romanas da qual não se perderam os traços, mas que sempre foi visitada pelos peregrinos e também pelos corpisantari, que buscavam relíquias para comercializar. Por causa disso e mais os bombardeios durante a Segunda Guerra Mundial e a construção do Cimitero del Verano, esta catacumba está em péssimo estado de conservação.
O mártir Lourenço foi assassinado em 10 de agosto de 258 e sepultado num cemitério na Via Tiburtina. Algumas décadas depois, o imperador Constantino I mandou construir sobre o túmulo um oratório, modificando a topografia do local para criar um itinerário para os peregrinos que permitisse a devoção de forma mais tranquila. Além disto, o imperador mandou construir perto do oratório uma grande basílica cruciforme (como a que ele próprio mandou construir em Sant'Agnese fuori le Mura), mais tarde chamada de "igreja maior" (em latim: ecclesia maior).
Três papas do século V decidiram se fazer sepultar nas imediações da cripta do mártir: os papas Zósimo, Sisto III e Hilário; destas três tumbas não resta nenhum vestígio. Hilário particularmente mandou construir várias estruturas no complexo, incluindo um mosteiro, termas para os peregrinos, uma biblioteca e uma residência episcopal. Mais recentemente, outros papas também embelezaram as catacumbas: o papa Simplício (r. 468-483) mandou construir, ao lado do oratório, uma igreja dedicada a Santo Estêvão; o papa Félix III (r. 483-492) mandou construir uma outra, dedicada a Santo Agapito, companheiro de Lourenço; finalmente, o papa Pelágio II (r. 579-590) decidiu construir uma basílica nova no lugar do oratório constantiniano, diretamente acima do túmulo do mártir. Esta ficará conhecida como "Igreja menor" (em latim: ecclesia minor) para distingui-la da basílica constantiniana.
As invasões bárbaras na península Itálica forçaram o complexo a se transformar numa verdadeira cidadela fortificada com muros e torres. O papa Adriano I (r. 772-795) restaurou a basílica constantiniana (a partir de então dedicada à "Sanctae Dei Genetricis") e também as duas igrejas de Santo Stefano e de Santo Agapito. A transformação do complexo ocorreu com o papa Honório III no início do século XIII: ele determinou a construção da nova basílica (a atual) como prolongamento da basílica menor, do papa Pelágio, que, por sua vez, foi transformada no presbitério da nova.

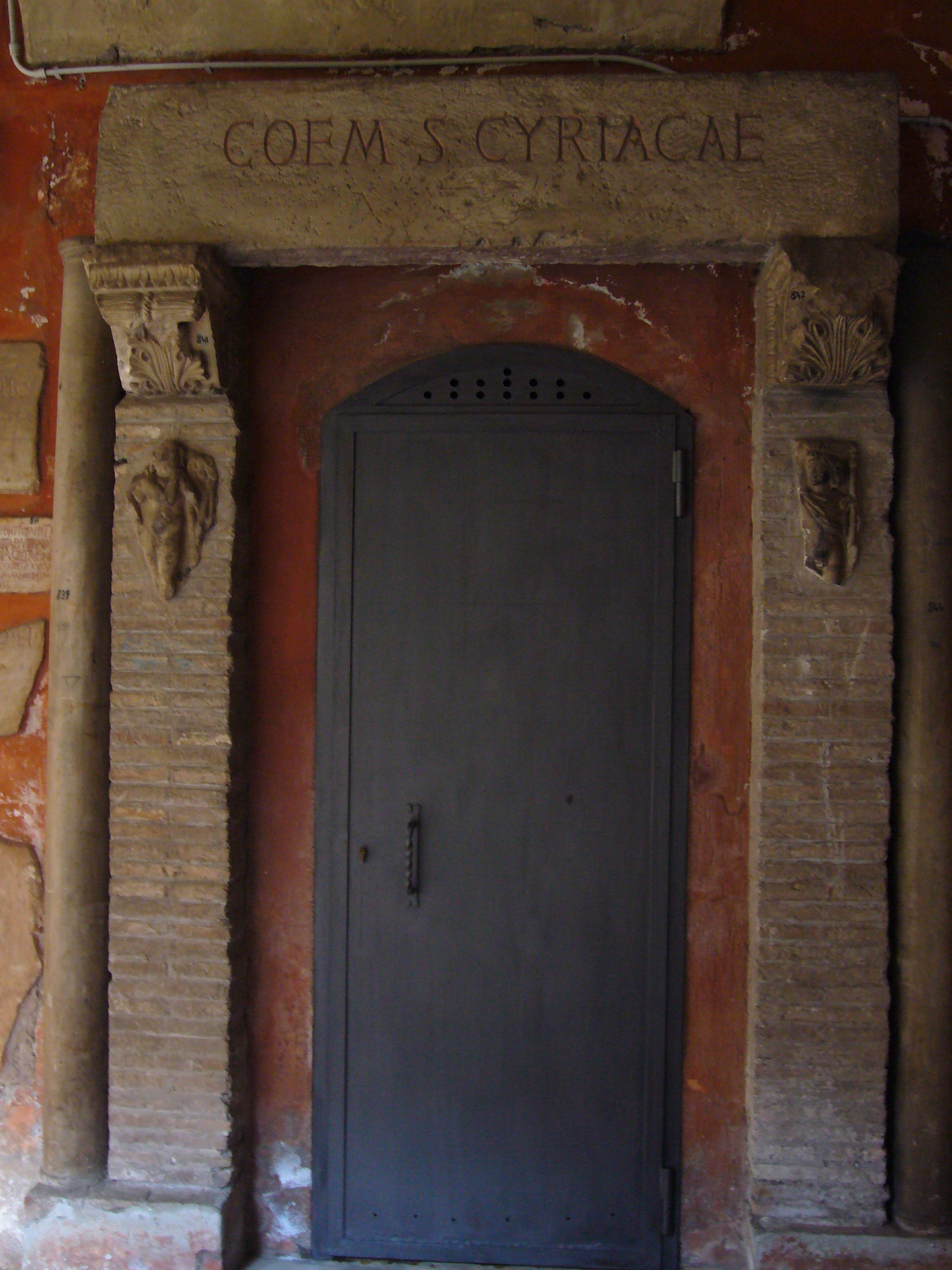
Outra entrada.

Sobre o cemitério hipogeu ("subterrâneo"), são preciosas as informações e as descrições feitas por Antonio Bosio em 1593 e transcritas em sua obra "Roma sotterranea", sobretudo porque ele nos deixou um relato descritivo detalhado de áreas da catacumba que hoje estão destruídas ou não são mais reconhecíveis. Outras descobertas foram feitas no século XVIII por Marcantonio Boldetti e Giovanni Marangoni. Os primeiros estudos científicos só foram realizados no século XIX com Giovanni Battista de Rossi, que se dedicou a analisar a cripta de São Lourenço.

## Descrição
A catacumba tem cinco níveis e é acessível a partir de três entradas na atual basílica de San Lorenzo fuori le Mura. Por causa das já citadas circunstâncias históricas, são poucos os testemunhos monumentais ou pictóricos originais e a visita está circunscrita à região do cemitério.
Sabemos, a partir do Liber Pontificalis, que o túmulo hipogeu de São Lourenço foi monumentalizado pela primeira vez na época de Constantino, o que incluiu a construção de uma abside, o uso de mármores preciosos e a construção de portões e grades para selar a tumba. Por conta disto, nada mais foi recuperado nas escavações arqueológicas realizadas no local no pós-guerra. Por outro lado, as escavações conduzidas por Richard Krautheimer levaram à identificação de um outro santuário hipogeu, dedicado aos santos mártires Abôndio e Herênio que ainda era utilizado na Idade Média.